# Steinberg (Neumarkt in der Oberpfalz)
Steinberg ist ein Gemeindeteil der Großen Kreisstadt Neumarkt in der Oberpfalz in Bayern.
Die Einöde liegt nordöstlich des Hauptortes Neumarkt in der Oberpfalz. Östlich des Ortes erhebt sich der 585 Meter hohe Pelchenhofner Berg und verläuft die Kreisstraße NM 25.

## Bauwerke

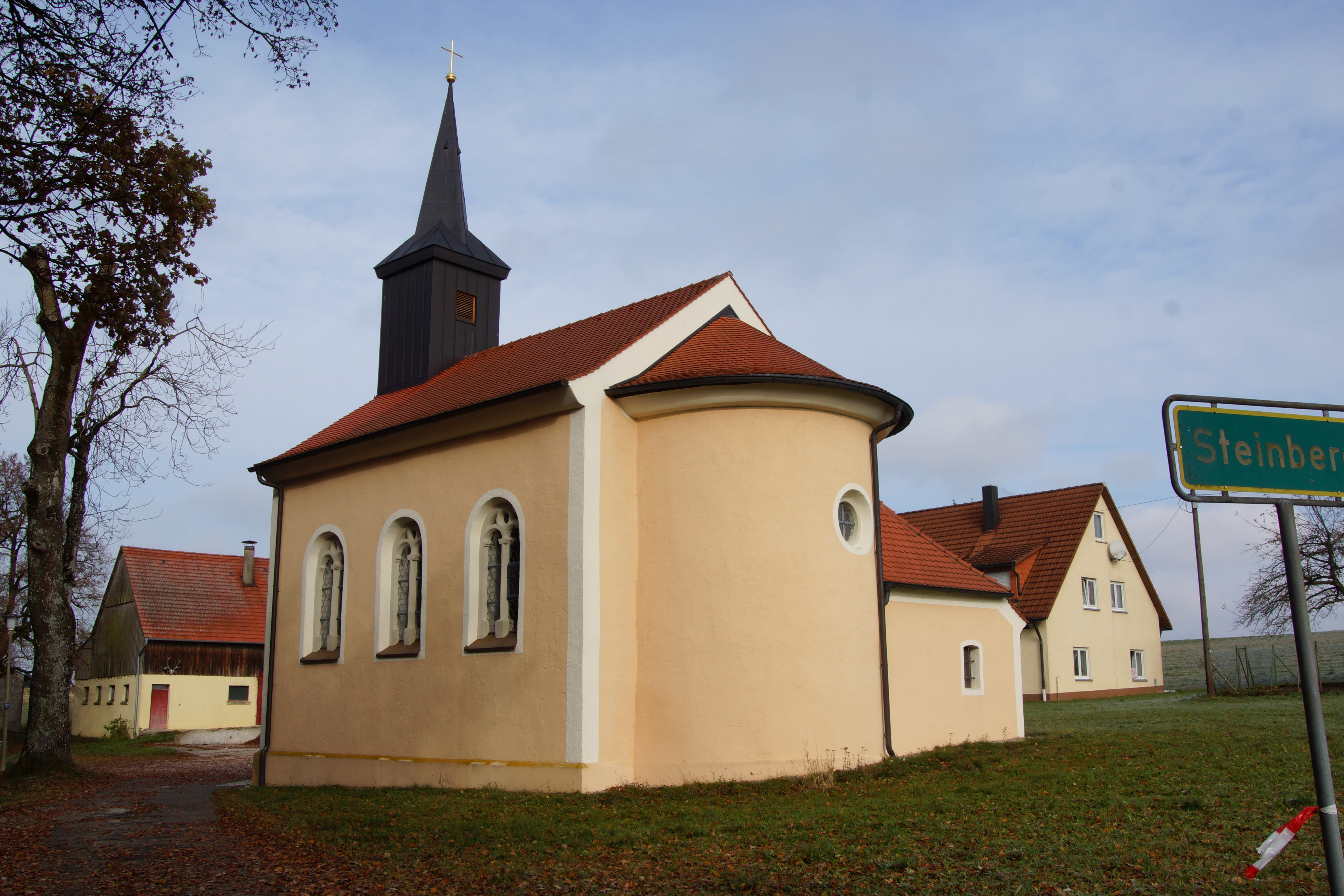
Wallfahrtskapelle zum Gegeißelten Heiland (2016)

In der Liste der Baudenkmäler in Neumarkt in der Oberpfalz ist für Steinberg ein Baudenkmal aufgeführt:
- Die 1837 erbaute neugotische katholische Wallfahrtskapelle zum Gegeißelten Heiland ist ein Saalbau mit eingezogener halbrunder Apsis und einem Giebeldachreiter auf Konsolen.